# Буковский, Юлиан
Юлиан Буко́вский (пол. Julian Bukowski; 1837—1904) — польский учёный-богослов, священнослужитель, автор ряда трудов по теологии.
Юлиан Буковский родился в 1837 году. Получив сан священника и степень доктора богословия, был избран в члены исторической комиссии Краковской академии наук, созданной на базе Краковского научного общества (ныне Польская академия знаний).
Согласно «Энциклопедическому словарю Брокгауза и Ефрона», самым важным его сочинением считается «Dzieje reformacji w Polsce», изданное в Кракове в 1883—1886 годах. Помимо этого, в 1879 году был опубликован его труд, озаглавленный «Kazania pasyjne».
Юлиан Буковский умер в 1904 году.

## Избранная библиография
- «Dzieje reformacji w Polsce»;
- «Kazania pasyjne».